# Vela nos Jogos Olímpicos de Verão de 1988 - 470 feminino
As provas femininas da classe 470 da vela nos Jogos Olímpicos de Verão de 1988 ocorreram entre 20 e 27 de setembro daquele ano em Busan, na Coreia do Sul. O programa compunha sete regatas. Para esta classe, houve 42 velejadoras de 21 nações inscritas.

## Medalhistas
A dupla estadunidense Allison Jolly e Lynne Jewell finalizou a competição em primeiro lugar, conquistando a medalha de ouro. A prata firmou-se com as suecas Marit Söderström e Birgitta Bengtsson. Por fim, a medalha de bronze ficou com Larisa Moskalenko e Iryna Chunykhovska, da União Soviética.
|  | USA Estados Unidos         |  | SWE Suécia                          |  | URS União Soviética                  |
|  | Allison Jolly Lynne Jewell |  | Marit Söderström Birgitta Bengtsson |  | Larisa Moskalenko Iryna Chunykhovska |

## Resultados
Estes foram os resultados da competição:
| Rank              | Velejadoras                                 | Regata I | Regata I | Regata II | Regata II | Regata II | Regata II | Regata IV | Regata IV | Regata V | Regata V | Regata VI | Regata VI | Regata VII | Regata VII | Total de pontos | Total -1 |
| Rank              | Velejadoras                                 | Pos.     | Pts.     | Pos.      | Pts.      | Pos.      | Pts.      | Pos.      | Pts.      | Pos.     | Pts.     | Pos.      | Pts.      | Pos.       | Pts.       | Total de pontos | Total -1 |
| ----------------- | ------------------------------------------- | -------- | -------- | --------- | --------- | --------- | --------- | --------- | --------- | -------- | -------- | --------- | --------- | ---------- | ---------- | --------------- | -------- |
| Medalha de ouro   | USA Allison Jolly e Lynne Jewell            | 3        | 5.7      | 1         | 0.0       | 1         | 0.0       | 2         | 3.0       | DSQ      | 28.0     | 2         | 3.0       | 9          | 15.0       | 54.7            | 26.7     |
| Medalha de prata  | SWE Marit Söderström e Birgitta Bengtsson   | 1        | 0.0      | 2         | 3.0       | 10        | 16.0      | 15        | 21.0      | 5        | 10.0     | 4         | 8.0       | 2          | 3.0        | 61.0            | 40.0     |
| Medalha de bronze | URS Larisa Moskalenko e Iryna Chunykhovska  | 4        | 8.0      | 3         | 5.7       | 7         | 13.0      | 1         | 0.0       | 3        | 5.7      | 8         | 14.0      | 7          | 13.0       | 59.4            | 45.4     |
| 4                 | FIN Bettina Lemström e Annika Lemström      | 5        | 10.0     | 4         | 8.0       | 2         | 3.0       | 4         | 8.0       | 4        | 8.0      | 5         | 10.0      | RET        | 28.0       | 75.0            | 47.0     |
| 5                 | FRG Susanne Meyer e Katrin Adlkofer         | 11       | 17.0     | 12        | 18.0      | 3         | 5.7       | 3         | 5.7       | RET      | 28.0     | 1         | 0.0       | 5          | 10.0       | 84.4            | 56.4     |
| 6                 | AUS Nicola Green e Karyn Davis              | 2        | 3.0      | 14        | 20.0      | 14        | 20.0      | 10        | 16.0      | 2        | 3.0      | 9         | 15.0      | 1          | 0.0        | 77.0            | 57.0     |
| 7                 | GDR Susanne Theel e Silke Preuß             | 7        | 13.0     | DSQ       | 28.0      | 13        | 19.0      | 8         | 14.0      | 1        | 0.0      | 3         | 5.7       | 3          | 5.7        | 85.4            | 57.4     |
| 8                 | FRA Florence Le Brun e Sophie Berge         | 9        | 15.0     | 15        | 21.0      | 5         | 10.0      | 18        | 24.0      | 10       | 16.0     | 6         | 11.7      | 4          | 8.0        | 105.7           | 81.7     |
| 9                 | NZL Fiona Galloway e Jan Shearer            | 16       | 22.0     | 5         | 10.0      | 11        | 17.0      | 13        | 19.0      | 7        | 13.0     | 7         | 13.0      | 6          | 11.7       | 105.7           | 83.7     |
| 10                | ESP Adelina González e Patricia Guerra      | 8        | 14.0     | 6         | 11.7      | 4         | 8.0       | 5         | 10.0      | RET      | 28.0     | DSQ       | 28.0      | 13         | 19.0       | 118.7           | 90.7     |
| 11                | CAN Karen Johnson e Gail Johnson            | 13       | 19.0     | 8         | 14.0      | 12        | 18.0      | 7         | 13.0      | 12       | 18.0     | 10        | 16.0      | 8          | 14.0       | 112.0           | 93.0     |
| 12                | ITA Anna Bacchiega e Nives Monico           | 20       | 26.0     | 10        | 16.0      | 6         | 11.7      | 9         | 15.0      | 11       | 17.0     | 13        | 19.0      | 11         | 17.0       | 121.7           | 95.7     |
| 13                | NED Henny Vegter e Marion Bultman           | 10       | 16.0     | 11        | 17.0      | 9         | 15.0      | 17        | 23.0      | 9        | 15.0     | 11        | 17.0      | 10         | 16.0       | 119.0           | 96.0     |
| 14                | DEN Mette Munch e Lone Sørensen             | 6        | 11.7     | 7         | 13.0      | 8         | 14.0      | 11        | 17.0      | 8        | 14.0     | RET       | 28.0      | RET        | 28.0       | 125.7           | 97.7     |
| 15                | GBR Debbie Jarvis e Sue Hay-Carr            | DSQ      | 28.0     | 9         | 15.0      | 15        | 21.0      | 6         | 11.7      | 6        | 11.7     | 14        | 20.0      | RET        | 28.0       | 135.4           | 107.4    |
| 16                | BRA Cinthia Knoth e Márcia Pellicano        | 12       | 18.0     | RET       | 28.0      | 16        | 22.0      | 14        | 20.0      | RET      | 28.0     | 12        | 18.0      | 12         | 18.0       | 152.0           | 124.0    |
| 17                | JPN Keiko Nogami e Aiko Saito               | 14       | 20.0     | 16        | 22.0      | 18        | 24.0      | 16        | 22.0      | 13       | 19.0     | 18        | 24.0      | RET        | 28.0       | 159.0           | 131.0    |
| 18                | IRL Cathy MacAleavey e Aisling Byrne-Bowman | 15       | 21.0     | 13        | 19.0      | 19        | 25.0      | 12        | 18.0      | RET      | 28.0     | 17        | 23.0      | RET        | 28.0       | 162.0           | 134.0    |
| 19                | MEX Eliane Fierro e Tania Fierro            | 18       | 24.0     | 17        | 23.0      | 17        | 23.0      | 19        | 25.0      | 14       | 20.0     | 16        | 22.0      | RET        | 28.0       | 165.0           | 137.0    |
| 20                | CHN Chen Ruili e Chen Xiumei                | 17       | 23.0     | DSQ       | 28.0      | 20        | 26.0      | DNF       | 28.0      | RET      | 28.0     | 15        | 21.0      | RET        | 28.0       | 182.0           | 154.0    |
| 21                | KOR Kim Hye-suk e Han Jung-mi               | 19       | 25.0     | RET       | 28.0      | 21        | 27.0      | DNF       | 28.0      | RET      | 28.0     | 19        | 25.0      | RET        | 28.0       | 189.0           | 161.0    |

### Classificação diária

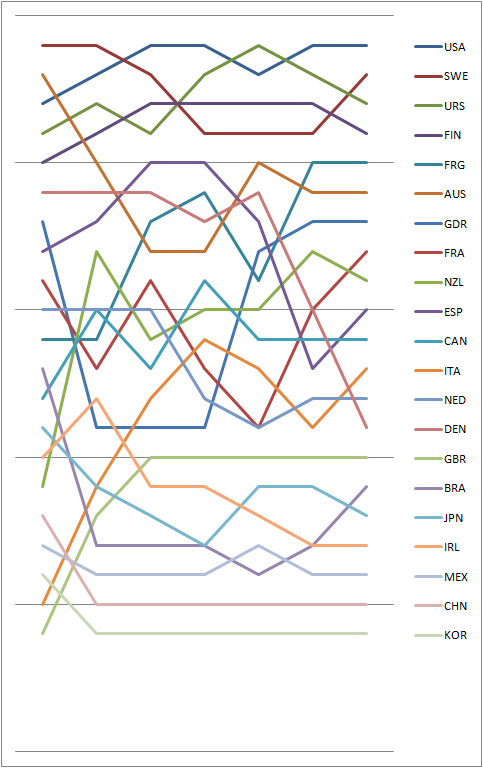
Gráfico mostrando a classificação diária na classe.